# İsmail Kurt
İsmail Kurt (Karakoç, 1934. január 1. – Isztambul, 2017. február 27.) válogatott török labdarúgó, hátvéd, edző. Öccse Metin Kurt (1948–2012) szintén válogatott labdarúgó. Bár korábban megfordult a nagy rivális Galatasaray SK színeiben is, a Fenerbahçe történetének egyik legfontosabb játékosának tartják. Tagja volt annak a csapatnak, amely 1960–61-es, az 1963–64-es és az 1964–65-ös szezonban is bajnoki címet nyert.

## Pályafutása

### Klubcsapatban
İsmail Kurt Karakoçban született, Kırklareli tartományban. Családjával fiatal korában Isztambulba költözött, a labdarúgás alapjaival itt ismerkedett meg. A Fenerbahçe korosztályos csapatában kezdte a labdarúgást. A kevés játéklehetőség miatt 1956-ig a Karagümrük csapatához igazolt, majd 1956-ban a patinás Galatasaray játékosa lett. 1956. szeptember 19-én mutatkozott be az első osztályban, első szezonjában 13 bajnokin kapott lehetőséget. Csapata a második helyen végzett a Beşiktaş JK mögött. Az 1957-1958-as idényben lett alapember a klubnál, majd pályára lépett az 1959 tavaszán alapított Milli Lig-ben. (a mai Süper Lig elődje) 1960-ban visszatért nevelőegyesületéhez, a Fenerbahçéhez, ahol három bajnoki címet nyert a csapattal. 1966 és 1968 között a Vefa Istanbul labdarúgója volt, de az 1967–68-as idényben kölcsönben a Malatyaspor játékosa volt, ahol már edzőként is dolgozott és itt fejezte be játékos pályafutását.

### A válogatottban
1958 és 1965 között 16 alkalommal szerepelt a török válogatottban.

### Edzőként
Az 1967–68-as idényben játékosedzőként kezdte edzői pályafutását a Malatyaspornál, majd a Fenerbahçe ifjúsági csapatának az edzője volt. 1970-ben a Karabükspor, 1973-74-ben a Çorumspor, 1975-76-ban a Kırklarelispor, 1976-77-ben a Sivasspor vezetőedzőjeként tevékenykedett. 1980 és 1982 között ismét a Kırklarelispornál dolgozott. 1982–83-ban a Davutpaşa szakmai munkáját irányította. 1989-ben újra a Fenerbahçénél volt az ifjúsági csapat edzője. Nevelőegyesületénél játékosmegfigyelőként is tevékenykedett.

## Sikerei, díjai
Fenerbahçe SK
- Török bajnokság
  - bajnok (3): 1960–61, 1963–64, 1964–65